# My name is Khan
My name is Khan (Tên tôi là Khan) là một bộ phim truyền hình Ấn Độ sản xuất năm 2010, được Karan Johar đạo diễn, Shibani Bathija viết kịch bản. Phim có sự tham gia của các ngôi sao Bollywood Shahrukh Khan và Kajol trong các vai chính. Chi phí sản xuất phim là ₹38 karor (US$5,9 million).

## Phân vai
| - Shahrukh Khan vai Rizwan Khan - Kajol vai Mandira Khan - Jimmy Shergill vai Zakir Khan - Arjan Aujla vai Sameer (Sam) - Zarina Wahab vai Razia Khan (Rizwan's mother) - Tanay Chheda vai Rizwan Khan (as a young child) - Sonya Jehan vai Haseena Khan - Parvin Dabas vai Bobby Ahuja - Arjun Mathur vai Raj Burman - Sugandha Garg vai Komal - Sheetal Menon vai Radha - Christopher B. Duncan vai Tổng thống Hợp Chủng Quốc | - Kenton Duty vais Reese Garrick - Michael Arnold vai Reese Garrick (hồi nhỏ) - Dominic Renda vai Mark Garrick - Katie A. Keane vai Sarah Garrick - Harmony Blossom vai Karma Girl - Arif Zakaria vai Faisal Rahman - Vinay Pathak vai Jitesh - Jennifer Echols vai Mama Jenny - Adrian Kali Turner vai Funny Hair Joel - Benny Nieves vai Detective Garcia - Sumeet Raghavan vai Attacker |